# Stella rossa, orbita d'inverno
Stella rossa, orbita d'inverno (Red Star, Winter Orbit) è un racconto breve di fantascienza degli scrittori Bruce Sterling e William Gibson, pubblicato nel 1983.

## Storia editoriale
Il racconto, è stato pubblicato nel 1983 sul numero di luglio dell'edizione statunitense della rivista Omni, poi incluso nella raccolta-manifesto del cyberpunk Mirrorshades, edita nel 1986 a cura dello stesso Sterling. Nello stesso anno Stella rossa, orbita d'inverno fu anche ripubblicato nella raccolta di racconti di Gibson La notte che bruciammo Chrome (Burning Chrome).
L'opera nasce da una prima originaria stesura di Sterling che successivamente inviò il manoscritto a Gibson. L'intervento di quest'ultimo fu notevole; il lavoro dello scrittore si concretizzò nella riscrittura di interi passaggi e di sintesi.
La storia fu scritta prima che il termine cyberpunk fosse coniato e che tale corrente letteraria si affermasse; infatti i temi di questo genere sono solo parzialmente sviluppati nella storia che, per molti versi, richiama lo stile di James Ballard e la fantascienza di Robert Heinlein.

## Trama
(Bruce Sterling, William Gibson, Stella rossa, orbita d'inverno)
Korolev è un cosmonauta sovietico, primo uomo su Marte, che vive sulla stazione orbitale Kosmograd da almeno vent'anni; menomato a causa di un vecchio incidente avvenuto nello spazio e affetto da decalcificazione ossea dovuta alla protratta permanenza nello spazio, non può più tornare sulla Terra, perché la sua gravità lo ucciderebbe. La corsa allo spazio è terminata da anni, abbandonata dagli Stati Uniti alle prese con la crisi energetica e la Kosmograd rimane l'unica vestigia di tale periodo in orbita intorno alla Terra. La stazione è abitata da più di venti tra uomini e donne, astronauti, scienziati e soldati. Equipaggiata con potenti armi, è utilizzata anche come presidio militare.
Korolev consente a due ospiti della stazione, gli amanti Valentina e Romanenko, di incontrarsi nei suoi alloggi all'insaputa del marito della donna, il commissario politico Yefremov che però scopre la tresca. Per vendicarsi il tradito tenta di somministrare una droga debilitante ai due. Il tentativo fallisce e la droga, a base di Beta-carboline e che causa paura incontrollabile, viene invece assunta per sbaglio dal cosmonauta. L'azione dà inizio a una purga e il commissario, con l'appoggio dei militari a bordo, imprigiona i dissidenti, progettando un loro rimpatrio sulla Terra e una successiva detenzione. I pochi rimasti liberi iniziano uno sciopero durante il quale Yefremov, per demotivare i rivoltosi, rivela che i piani del Governo dell'URSS sarebbero quelli di svuotare la stazione, ritenuta inutile, per adibirla a museo orbitante delle imprese spaziali sovietiche. Tatjana, pilota di Salyut, scopre però che la reale intenzione è di lasciare che la stazione decada dall'orbita e finisca per bruciare nell'atmosfera terrestre.
Korolev, non potendo tornare sulla terra a causa della sua patologia, prova a opporsi al piano, con l'appoggio di alcuni scioperanti, mentre gli altri dissidenti tentano di fuggire a bordo delle Soyuz di salvataggio. Yefremov ordina senza esitazioni la distruzione delle capsule di emergenza per mezzo delle armi della Kosmograd ma Tatjana, in volo con la navicella di salvataggio, si schianta sui cannoni distruggendo anche parte della stazione russa e permettendo così la fuga dei compagni. Korolev riesce a sopravvivere e, ferito, si ritrova solo a bordo della stazione. Alcuni giorni dopo sente bussare al portellone esterno e una coppia entra a bordo: l'uomo e la donna provengono da alcuni "palloni solari", sorta di palloni frenati innalzati nella stratosfera e utilizzati originariamente per la produzione di energia elettrica ma abitati da squatter. Da uno di essi è decollato un razzo che ha portato i due sulla stazione, avanguardia di molti altri entusiasti esploratori che hanno intenzione di colonizzare la Kosmograd e salvarla dalla distruzione, dando così inizio a una nuova colonizzazione dello spazio.

## Personaggi
Jurj Vassil'evic' KorolevCosmonauta sovietico, primo uomo su Marte, e icona vivente. Risiede sulla stazione orbitale da almeno vent'anni. Affetto da artrite e da decalcificazione ossea a causa della lunga permanenza in assenza di gravità, menomato a causa di un vecchio incidente, non può più tornare sulla Terra.
ValentinaMoglie del commissario politico Yefremov e amante di Romanenko. L'adulterio viene scoperto dal marito che tenta di somministrare ai due una droga inabilitante.
RomanenkoGiovane cosmonauta, amante di Valentina.
YefremovCommissario politico a bordo della Kosmograd e agente del KGB, agisce con determinazione per interrompere lo sciopero indetto sulla stazione orbitante e non esita a ordinare la distruzione delle capsule di salvataggio con a bordo alcuni fuggiaschi.
NikitaDetto "l'Idraulico", il tuttofare di Kosmograd, aggredisce il commissario politico accusato di aver drogato Korolev ma viene arrestato dall'agente del KGB.
TatjanaPilota di Salyut, si schianta volontariamente con la capsula di salvataggio contro le batterie di cannoni puntati sulle Soyuz con a bordo i compagni in fuga.

## Edizioni
- (EN) Bruce Sterling e William Gibson, Red Star, Winter Orbit, in Omni, luglio 1983.

- (EN) Bruce Sterling e William Gibson, Red Star, Winter Orbit, in Bruce Sterling (a cura di), Mirrorshades: The Cyberpunk Anthology, 1ª ed., Arbor House, 1986, ISBN 978-0-87795-868-0.

- (EN) William Gibson e Bruce Sterling, Red Star, Winter Orbit, in Burning Chrome, 1ª ed., Arbor House, 1986,  p. 200, ISBN 0-87795-780-0.

- William Gibson e Bruce Sterling, Stella Rossa, orbita d'inverno, in La notte che bruciammo Chrome, collana Urania, traduzione di Delio Zinoni, prefazione di Bruce Sterling, n. 1110, Arnoldo Mondadori Editore, 1989,  p. 176.

- Bruce Sterling e William Gibson, Stella Rossa, orbita d'inverno, in Bruce Sterling (a cura di), Mirrorshades. L'antologia della fantascienza Cyberpunk, collana I grandi tascabili Bompiani n° 323, traduzione di Antonio Caronia, Bompiani, 1994, ISBN 88-452-2151-2.

- William Gibson e Bruce Sterling, Stella Rossa, orbita d'inverno, in La notte che bruciammo Chrome, Piccola biblioteca Oscar Mondadori, Mondadori, 1999, ISBN 88-04-47137-9.